# Gęś (gra)

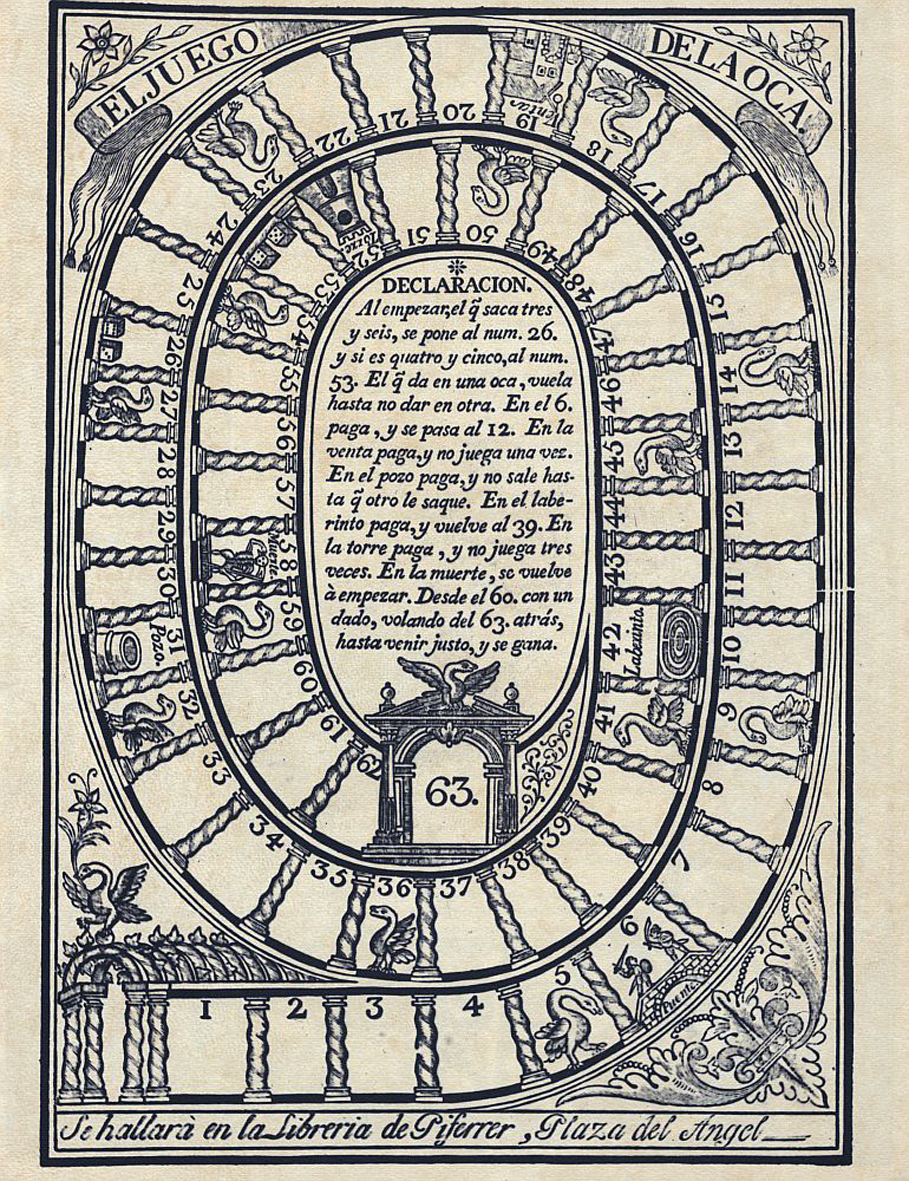
XIX-wieczna plansza do gry w gęś

Gęś (lub Gęsi) – gra planszowa, rozgrywana na planszy o 64 polach przy użyciu pionów i kości. Celem gry jest szybsze niż przeciwnicy przejście na koniec planszy zgodnie z regułami gry. By to osiągnąć, trzeba omijać „pechowe” pola, oznaczone najczęściej czaszką, określane jako „więzienie”, „labirynt”, „piwiarnia” albo „śmierć”, a starać się stawiać pion na polach „szczęśliwych”, najczęściej oznaczonych figurką gęsi. Szczegółowe reguły określające utratę kolejki rzutu, cofnięcie się lub przejście do przodu o określoną liczbę pól, rozpoczęcie gry od początku i inne były zmienne. Umieszczano je bezpośrednio na planszy (pośrodku), lub też w dołączanej do planszy książeczce. Reguł było zawsze dwanaście. Oliver Goldsmith w poemacie Deserted Village opisuje grę następująco: 

The pictures placed for ornament and use, the twelve good rules, the royal game of goose...

(Obrazki umieszczone dla ozdoby i pożytku, dwanaście dobrych reguł, królewska gra w gęś)

W niemal wszystkich językach nazwa gry to „gęś”, z wyjątkiem niemieckiego, w którym początkowo przyjęła się nazwa Affenspiel (dosłownie: „małpia gra”).
Gra została wymyślona we Florencji w czasach Medyceuszów, w drugiej połowie XVI wieku. Stamtąd, jako podarunek dla dworu królewskiego, trafiła do Hiszpanii. Jedna z teorii głosi, że gra ma swoje początki w Zakonie Templariuszy i reprezentuje szlak pielgrzymkowy do Santiago de Compostela w Królestwie Galicji. W Anglii wzmiankowana w 1597 roku przez Johna Wolfa w Stationer's register. We Francji wzmiankowana w 1612 roku jako gra, przy której dziecię królewskie lubiło odpoczywać. 
Wyróżnikiem gry w gęś w epoce, w której powstała, była konstrukcja pozwalająca na powstawanie nieskończonej liczby scenariuszy, zależnej jedynie od wyobraźni autora planszy. Wariantów gry w gęś istnieje co najmniej kilka tysięcy. Plansze do gry często zawierają odniesienia do historii, architektury czy geografii kraju, w którym wydano planszę. Na przykład, Pah Pierre du Val, grawer królewski, opracował w 1660 roku planszę do gry w gęś jako „grę Francuzów i Hiszpanów w walce o pokój”, w Mediolanie wydano jako dodatek do gazety „La Cicala Politica” planszę do gry w gęś ilustrującą proces zjednoczenia Włoch. Z kolei włoska plansza z 1809 roku przedstawia wersję historii świata od Adama i Ewy do zwycięstwa Jana III Sobieskiego pod Wiedniem.
Najstarsza znana w Polsce plansza do gry w gęś pochodzi z 1721 roku i znajduje się w zbiorach Biblioteki Jagiellońskiej. Jest to jednak pojedynczy przypadek, kolejne pojawiły się dopiero w połowie XIX wieku. W 1909 roku lwowscy księgarze Seyfarth i Czajkowski wydali wariant gry w gęś nazwany Piast, zabawa historyczna podług Assarmota, w którym na planszy przedstawiono dzieje Polski, począwszy od legendarnych postaci Lecha, Kraka i Popiela, aż po królestwo Kongresowe. W okresie międzywojennym Marian Walentynowicz opracował planszę nazwaną Awantury arabskie, ilustrowaną rysunkami palm i budowli w stylu mauretańskim.

## Odniesienia w kulturze

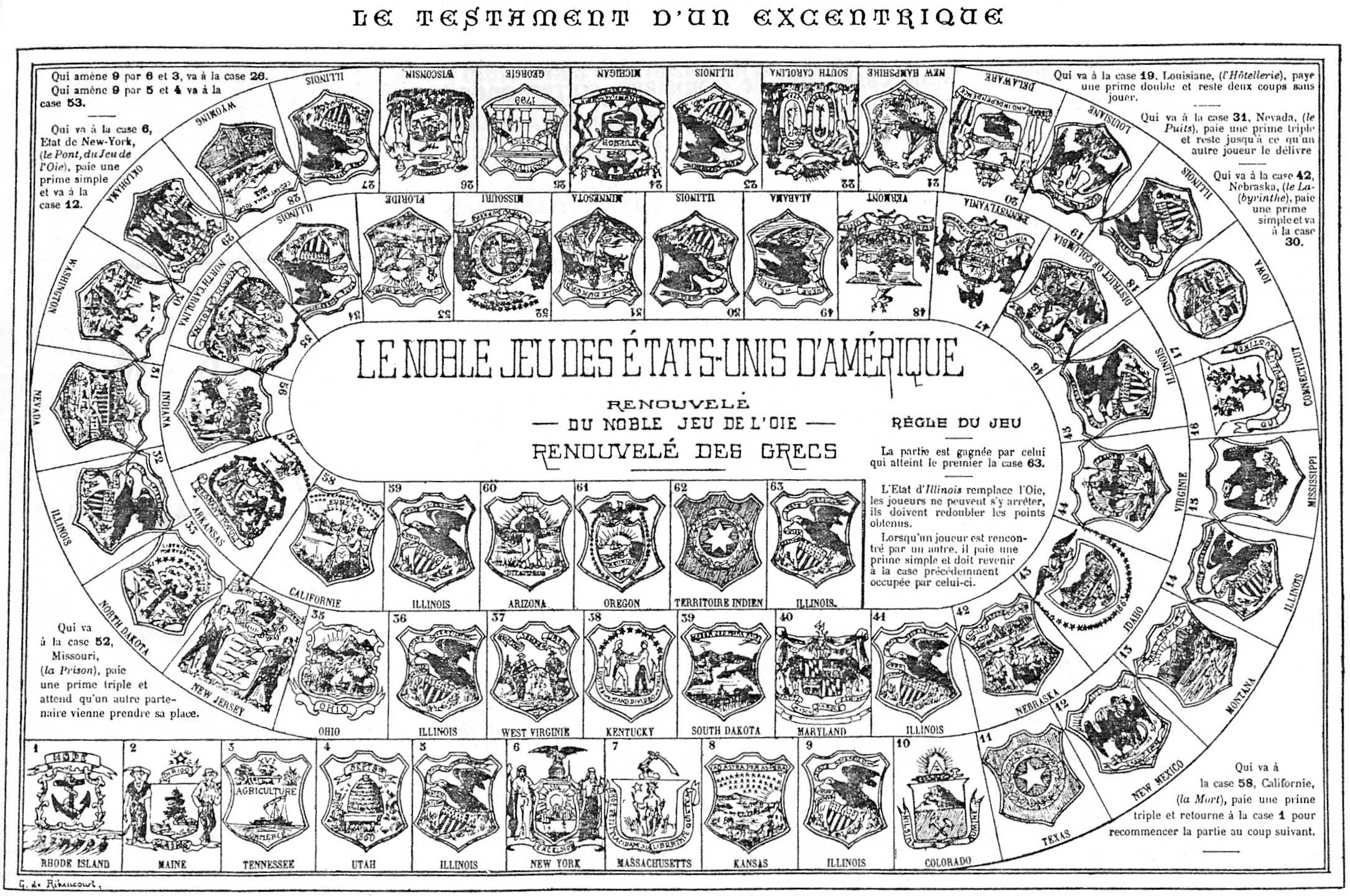
Gra w Stany Zjednoczone z powieści Juliusza Verne’a Testament dziwaka, 1899.

Francuski pisarz Juliusz Verne, wykorzystał zmodyfikowaną wersję gry Gęś w swojej powieści Testament dziwaka z 1899. Jest ona osnową tej powieści i została nazwana grą w Stany Zjednoczone; gracze są tu żywymi pionkami a poszczególnymi polami na planszy gry są wszystkie ówczesne Stany Zjednoczone Ameryki. W zależności od wyrzuconych punktów gracze przemieszczają się po całym terytorium USA do wyznaczonego punktu – od stanu do stanu. Nagrodę dla zwycięzcy gry stanowi kwota 60 mln dolarów – spadek zapisany w testamencie pewnego zmarłego ekscentrycznego milionera.
W 1962 roku Georges Dumoulin wyreżyserował film krótkometrażowy Le noble jeu de l'oie poświęcony dziejom gry w gęś. Obraz ten zdobył specjalną nagrodę jury na Festiwalu Filmowym w Tours w 1962 roku.